# Lednik Artja-Basjy
Lednik Artja-Basjy (ryska: Ледник Арча-Башы) är en glaciär i Kirgizistan.   Den ligger i oblastet Batken, i den sydvästra delen av landet, 500 km sydväst om huvudstaden Bisjkek. Lednik Artja-Basjy ligger 3 167 meter över havet.
Terrängen runt Lednik Artja-Basjy är huvudsakligen mycket bergig. Lednik Artja-Basjy ligger nere i en dal. Runt Lednik Artja-Basjy är det glesbefolkat, med 14 invånare per kvadratkilometer. Det finns inga samhällen i närheten. Trakten runt Lednik Artja-Basjy är permanent täckt av is och snö.